# Philipp Lichtenberger
Philipp Lichtenberger (* 29. Mai 1855 in Speyer; † 20. Januar 1918 ebenda) war Tabakfabrikant, Bürgermeister und Mitglied des Deutschen Reichstags.

## Leben
Lichtenberger besuchte die Volksschule, das Gymnasium und das Lyceum in Speyer bis 1874. Danach absolvierte er eine kaufmännische Ausbildung in Bremen von 1874 bis 1876 und studierte Rechtswissenschaften und Nationalökonomie an der Universität München von 1877 bis 1879. Bis 1883 war er in der väterlichen Tabakfabrik tätig und hat dieselbe dann selbst übernommen. Später hat er diese aufgegeben und Handel mit inländischem Rohtabak und Landwirtschaft betrieben.
Von 1894 bis 1899 war er Mitglied der Bayerischen Kammer der Abgeordneten und von Dezember 1899 bis 1907 des Deutschen Reichstags für den Wahlkreis Pfalz 3 (Germersheim, Bergzabern) und die Nationalliberale Partei. Zwischen 1904 und 1911 war er Bürgermeister von Speyer.